# Мигуля Володимир Георгійович
Володимир Георгійович Мигуля (18 серпня 1945 , Сталінград  — 16 лютого 1996 , Москва ) — радянський композитор і співак. Автор багатьох популярних пісень в 1970-і — 1990-і роки. Співпрацював з групою «Земляни» і Ларисою Рубальською.

## Біографія
Батько, Георгій Федорович Мигуля, — військовий льотчик, мати, Людмила Олександрівна, — лейтенант медичної служби (у роки війни), медстатистики. Навчався у школі № 8 міста Орська. Закінчив музичну школу у Волгограді. У 1963 році вступив до Волгоградського медичного інституту. Після другого курсу інституту вступив у Волгоградське музичне училище. У 1968 році закінчив обидва навчальні заклади й поступив у Ленінградську державну консерваторію. Після закінчення консерваторії, у 1974 році переїздить до Москви. В останні роки життя хворів на бічний аміотрофічний склероз.

## Нагороди та звання
- Заслужений діяч мистецтв РРФСР.
- Лауреат всесоюзних та міжнародних конкурсів.

## Відомі пісні
- «Пісня про солдата»
- «Поговори зі мною, мамо»
- «Каскадери»
- «Трава у дома»